# 素晴らしいフォークの世界
『素晴らしいフォークの世界』（すばらしいフォークのせかい）は、佐良直美のカバー・アルバム。1971年8月5日発売。2005年3月9日に初CD化された。発売元はビクターエンタテインメント。CD盤の規格品番はVICL-41198。

## 解説
1970年代初頭にフォーク・ソングと呼ばれた楽曲のカバーと、オリジナル楽曲が収録されたアルバム。2005年には、ビクターエンタテインメントの復刻企画の1作として初CD化された。カタログ等には、『〈COLEZO!〉ビクター流行歌 名盤・貴重盤コレクション（16）素晴らしいフォークの世界』と掲載されることもある。なお、佐良直美個人名義のCDアルバムは、1994年のミニ・ベストアルバム『佐良直美 BEST of BEST』以来、10年ぶりとなった。
LPレコードのA面にあたる冒頭の3曲（M-1・2・3）は、1971年上半期にオリコンのベストテン入りをしたフォーク・ソング及び流行歌。「生きてるって素晴らしい」は、同年7月5日に発売された自身のシングル曲（SV-2176）である。「ララバイ オブ パピオン」では、自ら作詞・作曲をしている。
レコード・ジャケットでは犬を抱いた姿のフォトを使用。CD盤の歌詞ブックレットには収録楽曲の歌詞のほか、レコード会社による「ビクター流行歌 名盤・貴重盤コレクション」の紹介文、同時発売された作品群一覧を掲載。

## 収録曲

### Side A
1. 知床旅情（3:35）
  - 作詞・作曲: 森繁久弥、編曲: 寺岡真三
2. 花嫁（3:10）
  - 作詞: 北山修、作曲: 加藤和彦、編曲: 寺岡真三
3. あの素晴しい愛をもう一度（2:58）
  - 作詞: 北山修、作曲: 加藤和彦、編曲: 寺岡真三
4. 誰もいない海（3:25）
  - 作詞: 山口洋子、作曲: 内藤法美、編曲: 服部克久
5. 希望（4:05）
  - 作詞: 藤田敏雄、作曲: いずみたく、編曲: 寺岡真三
6. 生きてるって素晴らしい（2:44）
  - 作詞・作曲: 浜口庫之助、編曲: 小杉仁三

### Side B
1. 長崎の白いレースの女の子（3:04）
  - 作詞: 栗原玲児、作曲: 大塚善章、編曲: 寺岡真三
2. ララバイ オブ パピオン（2:27）
  - 作詞・作曲: 山口納堡子、編曲: 渋谷毅
3. 一人ぼっちさん はやまらないで（2:30）
  - 作詞・作曲: 笠田博、編曲: 渋谷毅
4. 故里の匂い（2:54）
  - 作詞: 小椋茂、作曲: 永田清嗣、編曲: 小野崎孝輔
5. 小さな村の小さな出来事（2:27）
  - 作詞: 山川敬介、作曲・編曲: 渋谷毅
6. 鏡と俺とあいつとそして…（4:57）
  - 作詞: 横澤秀雄、作曲: 吉崎憲次、編曲: 小野崎孝輔